# Таджицька радянська енциклопедія
Таджицька радянська енциклопедія (тадж. Энсиклопедияи советии тоҷик) — універсальна енциклопедія таджицькою мовою, що вийшла у 1978–1988 рр. в СРСР. Записана на кирилиці. Енциклопедія мала 8 томів. Головним редактором усіх восьми томів був академік АН ТРСР Асімов Могамед Сайфітдинович. На інформацію з енциклопедії помітний вплив зробила тоталітарна радянсько-комуністична ідеологія.

## Видані томи
| Том | Рік  |                      |
| --- | ---- | -------------------- |
| 1   | 1978 | А – ГАВҲАР           |
| 2   | 1980 | ГАВҲАРАК – ИРЛАНД    |
| 3   | 1981 | ИРЛАНДИЯ – ЛЕНИННОМА |
| 4   | 1983 | ЛЕНИННОМА – МУҲИТ    |
| 5   | 1984 | МУҲИТ – ПЛЕХАНОВ     |
| 6   | 1986 | ПЛЕШКО – САҚИЛ       |
| 7   | 1986 | САҚОФӢ – ХОВАЛИНГ    |
| 8   | 1988 | ХОВАЛИНГ – ҶӮЯК      |